# Криптофазия

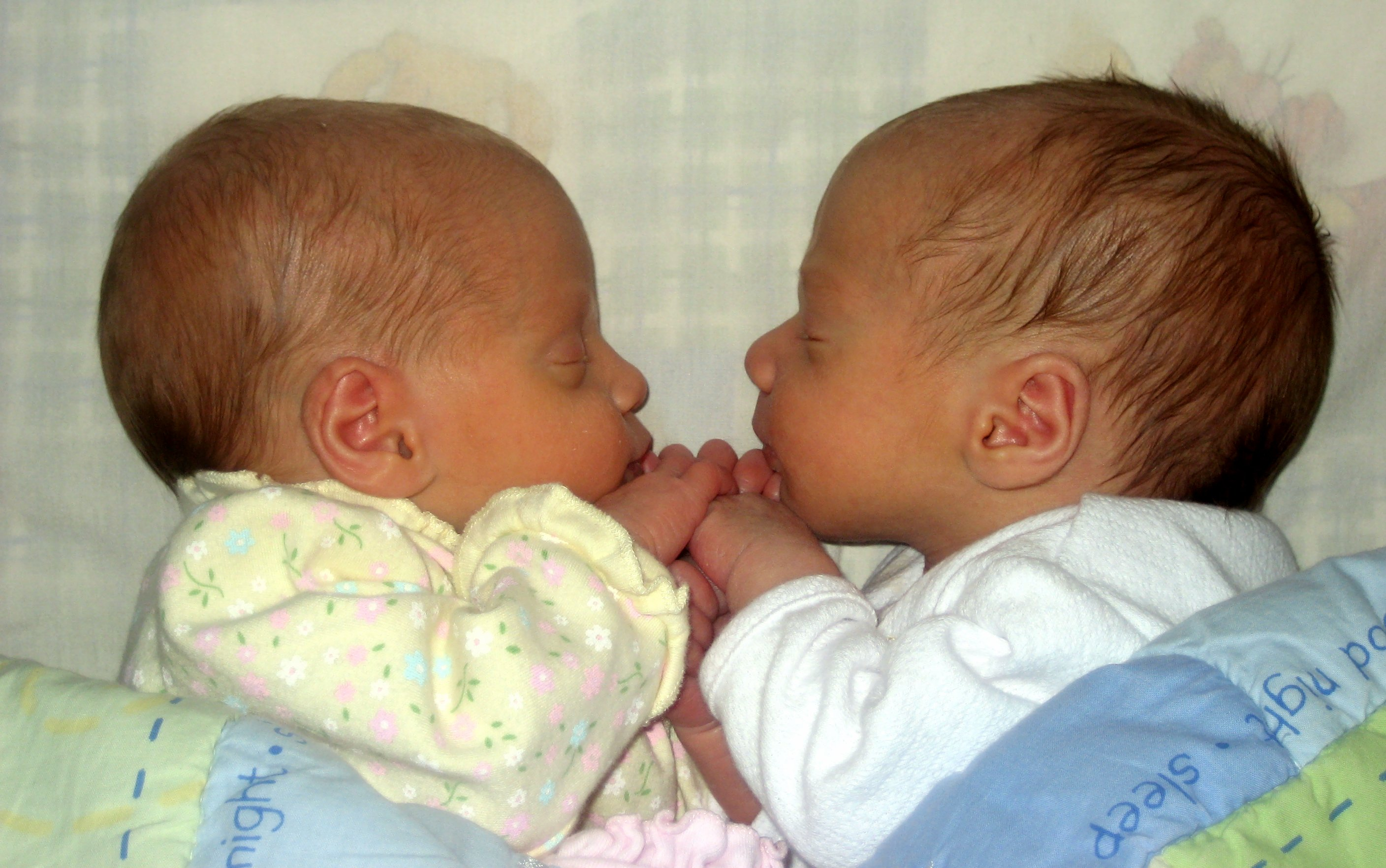
Близнецы

Криптофазия (от др.-греч. κρυπτός — потайной, секретный и φάσις — высказывание) — непонятная для окружающих система общения между близнецами младенческого возраста. Может включать в себя не только речь, но и мимику, жесты (часто зеркальные).
При анализе языков близнецов удалось установить, что большинство слов являются искажёнными до неузнаваемости словами, которые дети слышали от родителей.

## Возникновение термина
Термин «Криптофазия» для обозначения своеобразной речи близнецов дошкольного возраста предложил французский психолог и педагог Рене Заззо в 1960 году в своей двухтомной монографии «Близнецы, пара и личность» (фр. Les Jumeaux, le Couple et la Personne).
Многие авторы считают, что криптофазия является частным случаем идиоглоссии — «персонального» языка, носителем которого является только один человек или очень немногочисленная группа. Идиоглоссия обычно является результатом нарушения развития речи, например при олигофрении, или может являться результатом неспособности к изданию горловых и нёбных звуков при отсутствии органических и функциональных повреждений речевого аппарата. Но идиоглоссия обычно не выполняет функцию двунаправленного общения, в то время как криптофазия её обеспечивает.

## Распространённость
Частота использования близнецами в младенчестве собственного языка для общения только друг с другом оценивается на уровне 37—43 %. У гомозиготных близнецов это возникает чаще (48 %), чем у гетерозиготных, среди которых у однополых меньше (27 %), чем у разнополых (38 %). Такая дифференциация объясняется тем, что гомозиготные близнецы растут и развиваются синхронно, в кооперации и с большой симпатией друг к другу, а у гетерозиготных близнецов обычно выделяется лидер и ведомый. У мальчиков-близняшек криптофазия встречается почти в два раза чаще, чем у девочек.
Чаще всего криптофазия в возрасте около трёх лет вытесняется обычным языком, но иногда такая форма общения остаётся дольше — близнецы могут использовать автономную речь для внутрипарного общения до 4—6 летнего возраста, при этом с остальным миром общаясь на обычном языке, хотя зачастую обеднённом, со смешением личных имён и местоимений. Грейс и Вирджиния Кеннеди использовали свой язык до восьми лет, в 1979 году режиссёр Жан-Пьер Горин снял о них документальный фильм «Пото и Кабенго». Сёстры Джун и Дженнифер Гиббонс из Уэльса сохраняли свою манеру общения практически всю жизнь.

## Причины
Причины такого поведения остаются до конца неясными. Ранее считалось, что особый язык является результатом родительского невнимания — когда с детьми мало говорят и не занимаются, они вынуждены «изобретать» свой язык для общения из-за слабого знания обычного языка. Однако теперь большинство исследователей полагают, что криптофазия является следствием накопления ошибок в процессе речевого развития одного или обоих близнецов. Наблюдения показывают, что уже в возрасте 5-6 месяцев близнецы вполне довольны обществом друг друга и менее нуждаются во внимании матери или других родственников, чем однорождённые. Все дети при обучении языку часто делают ошибки, которые старшие поправляют и не повторяют при обращении к ним, но у близнецов всегда есть партнёр, который понимает и отвечает так же, что позволяет неправильной речи закрепиться и развиться.
Во всех проанализированных случаях язык близнецов состоял из выражений и неологизмов, основанных на «взрослом» языке и адаптированных к ограниченным фонологическим возможностям маленьких детей. Характерными чертами являются проглатывание окончаний (вплоть до редуцирования слов до первых слогов), перестановка слогов в слове, слов в предложении. В результате слова трудно узнать, речь становится непонятной. При этом почти всегда таким языкам не хватает морфологии, а порядок слов основан на прагматических принципах, таких как значимость и семантический объём слов.

## Последствия
Из-за криптофазии у детей-близнецов чаще наблюдаются отставание речеязыкового развития в раннем и дошкольном возрасте, трудности с артикуляцией и фонетикой не только в дошкольном, но и в школьном возрасте. Развитие речи на ранних этапах онтогенеза задерживается у 36 % гомозиготных и 27 % гетерозиготных близнецов, но только у 2 % однорождённых детей. Отставание составляет около 6 месяцев. Для близнецов значительную роль играют мимика, жесты и другие невербальные средства общения. Длительное взаимодействие в такой форме может приводить к отгораживанию от общения с другими людьми. Но при этом такие дети не считаются интеллектуально отсталыми, им просто требуется больше времени и занятий по развитию речи. У близнецов, имевших речеязыковые нарушения в 7—13 лет, дошкольная криптофазия наблюдалась в 50 % случаев, а для пар без нарушений — только в 11 % случаев.